# Scrapter pruinosus
Scrapter pruinosus är en biart som beskrevs av Davies 2006. Scrapter pruinosus ingår i släktet Scrapter och familjen korttungebin. Inga underarter finns listade i Catalogue of Life.